# Utva 213 Vihor
Die Utva 213 Vihor (serbisch-kyrillisch Утва 213 Вихор) war ein zweisitziges Anfängerschulflugzeug des jugoslawischen Flugzeugherstellers Utva und wurde ursprünglich als Ikarus 213 (Икарус 213) bezeichnet.

## Geschichte und Konstruktion
Die von den Ingenieuren Sostaric, Marjanovic und Curcic entworfene Utva 213 war eine Holzkonstruktion mit einziehbarem Spornradfahrwerk und wurde von einem Kolbenmotor angetrieben. Das Flugzeug besaß ein zweisitziges Cockpit mit geschlossener Kabine und hintereinander angeordneten Sitzen. Der Prototyp wurde von Ikarus gebaut, flog erstmals 1948 und besaß noch ein nach vorne einziehbares Fahrwerk, das dann abgeändert wurde, um in der Serienversion seitlich eingezogen zu werden.
Die Serienproduktion des Flugzeugs fand in der Flugzeugfabrik in Pancevo bei Utva im Zeitraum von 1950 bis 1954 statt. Insgesamt 170 Exemplare des Flugzeugs wurden produziert und von der jugoslawischen Luftwaffe zur Pilotenausbildung benutzt, bis sie durch die modernere Soko 522 ersetzt wurden.

## Nutzung

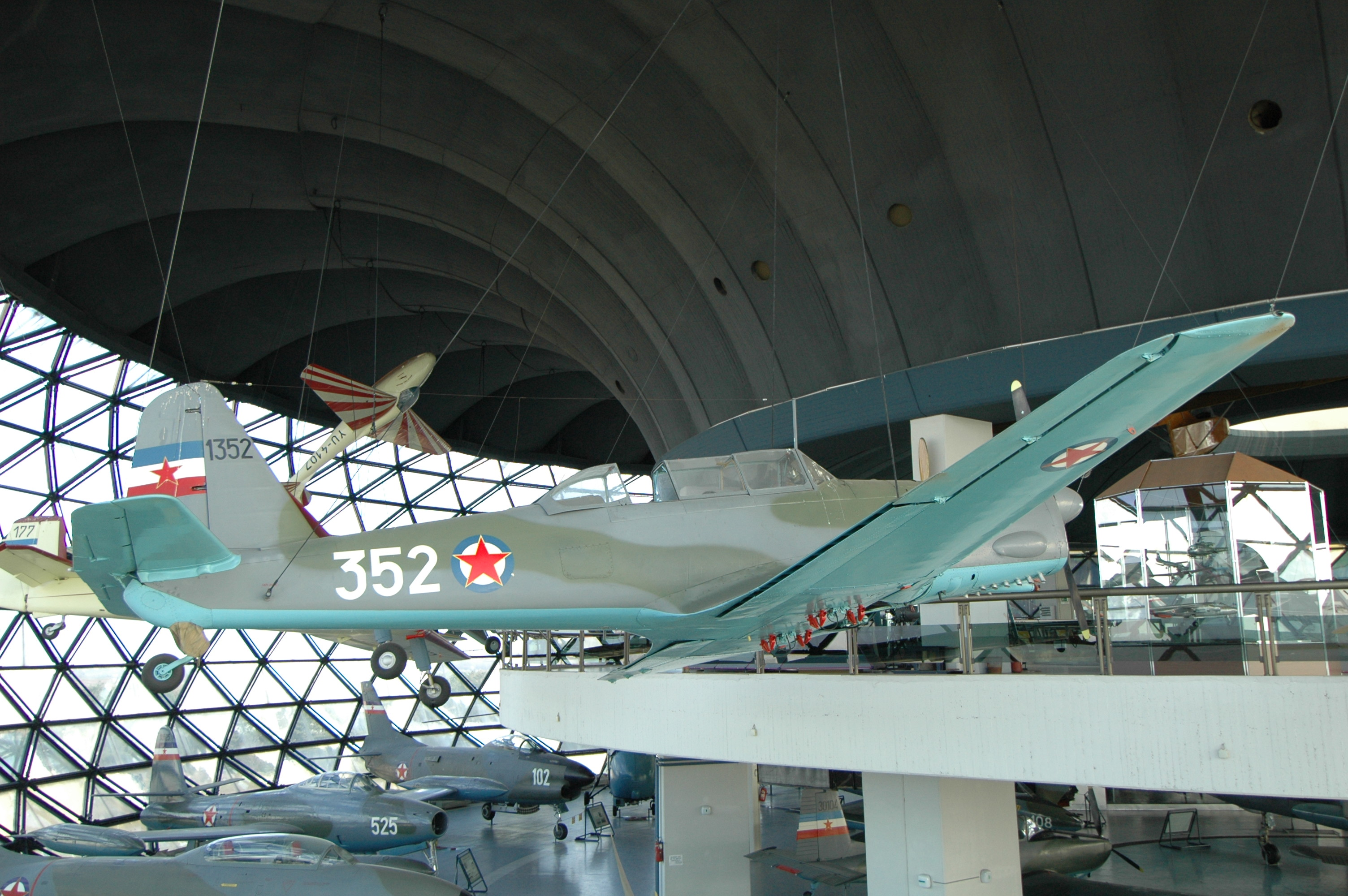
Utva 213 Vihor im Luftwaffenmuseum Belgrad

- Jugoslawien

## Technische Daten

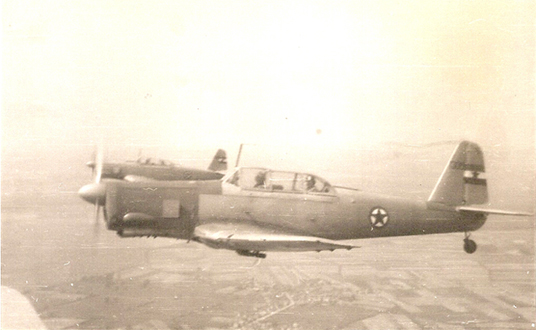
Utva 213 im Flug

| Kenngröße             | Daten                                                       |
| --------------------- | ----------------------------------------------------------- |
| Besatzung             | 2                                                           |
| Länge                 | 9,32 m                                                      |
| Spannweite            | 11 m                                                        |
| Höhe                  | 3,58 m                                                      |
| Flügelfläche          | 21,90 m²                                                    |
| Flügelstreckung       | 5,5                                                         |
| Leermasse             | 1300 kg                                                     |
| max. Startmasse       | 2400 kg                                                     |
| Reisegeschwindigkeit  | 242 km/h                                                    |
| Höchstgeschwindigkeit | 287 km/h                                                    |
| Dienstgipfelhöhe      | 7000 m                                                      |
| Reichweite            | 920 km                                                      |
| Triebwerke            | 1 × Ranger SVG-770-CB1, Kolbenmotor mit 330 kW (ca. 450 PS) |